# Robert VI d'Alvèrnia
Robert VI d'Alvèrnia, nascut el 1250, mort el 1314, fou comte d'Alvèrnia i comte de Boulogne (1280-1314), succeint als dos feus al seu germà. Era el fill de Robert V (vers 1225-1277), comte d'Alvèrnia (1247-1277) i comte de Boulogne (1247-1277), i d'Eleonor de Baffie.
El 1297 apareix al costat del rei de França Felip el Bell en la guerra a Flandes contra el comte Guiu de Dampierre. Altre cop lluitava a Flandes el 1302 i va participar en la batalla de Courtrai en la que va morir el seu germà Godofreu. El 1303 el rei de França li va ordenar aplicar al seu comtat l'exempció dels drets de peatge als mestres i alumnes de les universitats que havia decretat per a la Universitat de París i havia estès a tota França. Robert no en va fer cas i el 6 de maig de 1304 el rei va ordenar al batlle d'Amiens fer complir l'orde; finalment el 1312 el comte va acceptar el compliment però limitat als estudiants francesos.
Va fer testament el 14 d'abril de 1314. No torna a ser esmentat. Un historiador del segle xix diu que va viure fins al 1318 però sense acreditació documental; el mateix li dona un fill (confirmat) i dues filles (Joana i Maria).
Es va casar el 14 de juny de 1279 amb Beatriu de Montgascon, dama de Montgascon i de Pontgibaut, filla de Falcó, senyor Montgascon i d'Isabel de Ventadour. Foren els pares de Robert VII d'Alvèrnia (vers 1282-1325), que va succeir al pare en els dos comtats (1314-1325)